# Монотеизм в индуизме
Монотеизм в индуизме значительно отличается от иудейского, христианского или исламского монотеизма. Трудно провести параллель между индуизмом и монотеизмом авраамических религий.
Монотеизм в индуизме развивался постепенно, на протяжении более чем трёх тысячелетий. Свой вклад в развитие индуистского монотеизма внесли множество философских школ и направлений. В индуизме развились свои, сложные монотеистические представления. В богословии многих течений индуизма единый Бог выступает в роли творца, хранителя и разрушителя материальной вселенной, а также в роли спасителя верующих. Монотеизм в индуизме особенно характерен для традиций бхакти, последователи которых выражают любовь к Богу как к Верховной Личности.
С. Чаттерджи и Д. Датта в своем труде «Введение в индийскую философию» отмечают, что «индийский монотеизм в его живых формах, от ведийского периода до наших дней, основан, скорее, на вере в единство богов в лице единого Бога, чем на отрицании многих богов ради единого Бога».

## Особенности индуистского монотеизма
Индуизм принято описывать как политеистическую религию. Ни в какой другой религиозной традиции мира невозможно встретить такого изобилия богов и богинь, полубожественных и демонических существ, проявлений божества в человеческих и животных формах. Но всё это всего лишь внешний, красочный аспект глубокой религиозной традиции. В индуизме, последователи многих течений вайшнавизма, шиваизма и шактизма поклоняются единому Богу, выступающему в роли спасителя верующих и выполняющему функции творца, хранителя и разрушителя материальной вселенной.
В индуистском контексте, термин «монотеизм» имеет своё особое значение. В отличие от других монотеистических традиций, в индуизме в рамках одной традиции существуют различные модели монотеистического Бога. В случае с индуизмом, развитие монотеизма не означает отвержение политеизма или монизма, которые сохраняются как альтернативные и дополнительные модели.
Всегда рискованно оперировать терминами, исторически развившимися и используемыми в одной группе религиозных традиций, применительно к другой группе традиций. Применение термина «монотеизм» в контексте различных направлений индуизма представляется особенно проблематичным. Ни в одном из индийских языков не существует аналогичного монотеизму слова или понятия. Для индусов, взращённых в богатом и разнообразном религиозном мире, сама идея одного и единственного Бога может показаться странной и даже извращённой. В индуизме сами термины, которые используются для обозначения высшего божества, указывают на множественность и разнообразие космических сил: «Бог богов» (дева-дева), «Господь богов» (девеша), «Обладающий всеми достояниями» (бхагаван) и т. д. Каждый из этих терминов указывает на выделение одного бога из множества других.
При поверхностном взгляде на предмет может показаться, что индуистский теизм более схож с древнебиблейской монолатрией (поклонение одному богу среди множества как верховному божеству), а не с монотеизмом. Однако, индуистский теизм нельзя назвать одной из форм монолатрии. Нельзя его также назвать генотеизмом — термином, введённым в обиход Максом Мюллером для описания ренневедийской формы теистического поклонения. Индуистские богословы не считают множество богов индуистского пантеона отдельными друг от друга и независимыми, но рассматривают их как различные ипостаси и проявления единого верховного божества. Такое же понимание природы Бога характерно для простых индуистов.
Для приверженцев традиций бхакти, мотивы для монотеизма являются религиозными, а не философскими, и основаны на глубоком опыте общения верующего с личностным Богом. В отличие от иудейского и исламского монотеизма, основанного на «стремлении к праведности», индуистский монотеизм уделяет основное внимание «сознанию Бога», религиозному опыту божественного. Этический аспект монотеизма имеет в индуизме второстепенное значение.

## Веды
Самые ранние следы монотеизма можно обнаружить в Ведах. В одном из наиболее поздних и известных гимнов «Ригведы», «Пуруша-сукте», представлено ви́дение творения вселенной из частей тела космического гиганта Пуруши. Идея изначального, расчленённого гиганта, постепенно развилась и превратилась в бесконечно делимое, многоличностное понятие Бога, преобладающее в современном индуизме.
В индологических публикациях по ведийской религии говорится о богах или божествах ведийского пантеона. Эквивалентами слов «бог» или «божество» в Ведах выступают санскритские термины дэва и дэвата. Во многих ригведийских гимнах, бог, к которому обращён гимн, превозносится как единственный, верховный и величайший; как творец вселенной, поддерживающий в ней жизнь, как верховный управляющий всех живых существ (людей и богов). При этом, прославляемый дэва включает в себя всех других богов, описываемых как его проявления. Таким образом, определённому ведийскому божеству даётся набор наименований, эпитетов и атрибутов, присущих лишь единому монотеистическому Богу. Клаус Клостермайер отмечает, что в более поздних формах индийской религии, те же наименования и атрибуты даются именно монотеистическому Богу-спасителю.
Согласно Клостермайеру, эти имена и атрибуты приобретают смысл только тогда, когда ригведийские божества рассматриваются как различные проявления единого Верховного Бога. Клостермайер приводит гимн из первой мандалы «Ригведы» (I.164.46), указывающего на возможное присутствие монотеизма в Ведах:
Индрой, Митрой, Варуной, Агни (его) называют,
А оно, божественное, — птица Гарутмант.
Что есть одно, вдохновенные называют многими способами.

Агни, Ямой, Матаришваной (его) называют.
Согласно этому гимну, — Индра, Митра, Варуна, Агни и Яма, — это имена, даваемые единому Богу. Согласно «Ригведе», Всевышний был первым и получил все эти имена в специфических обстоятельствах. Всевышний безымянен — имена дают Ему люди, описывающие Его в категориях, взятых ими из личного опыта, из исторических и космических событий.
Эджертон отмечает, что в ригведийских гимнах описывается Бог, который творит мир, управляет им и поддерживает его. Это не безличная первопричина, а личностное божество, своего рода Аллах или Яхве, «попытка монотеизма, но ещё не монизм», следы которого также присутствуют в «Ригведе».
Эджертон отмечает, что если брать каждый ригведийский гимн в отдельности, то может показаться очевидным, что в них подразумевается монотеизм, но на самом деле в них представлен ритуальный генотеизм. Термин «генотеизм» был придуман Максом Мюллером для обозначения ведийской религии и для её отличения от библейского монотеизма. Этим термином Мюллер обозначил то состояние религиозного сознания, в котором данный бог, к которому верующий обращается с молитвой, совмещает для него атрибуты всех прочих богов и представляет (в этот момент) единое верховное божество. Мюллер создал этот новый термин после того, как обнаружил несоответствие представлений «Ригведы» классическому определению политеизма.
По мнению Дж. Фоулер, для многих гимнов Вед характерен «панентеистический монотеизм».

## Упанишады
В «Брихадараньяка-упанишаде» содержится диалог, в котором мудрецу Яджнавалкье задаётся вопрос о том, сколько всего существует богов. В ответ, Яджнавалкья сначала цитирует ведийский гимн — «три и три сотни, и три, и три тысячи». Когда тот же вопрос ему задают снова и снова, он с каждым ответом сокращает количество богов: сначала до 33-х, затем до шести, трёх, двух, полутора и в конце-концов объявляет, что Бог — «Один». Затем, на вопрос «Каков один бог?» Яджнавалкья отвечает — «Дыхание. Он — Брахман, его зовут: То».
По сей день этот ответ на вопрос о том, кто такой Бог, является характерным для индуизма. Брахман — душа всего живого, основа мироздания, внутренний принцип вселенной, термин которым называют верховное существо и который уже в течение нескольких тысяч лет является объектом религиозно-философских размышлений. Однако, Брахман всегда сохранял ауру чего-то неопределённого, неконкретного и непостижимого для ума верующего. Для обозначения конкретного, личностного Верховного Существа в Упанишадах и в более поздних текстах используются другие, не менее древние термины «Ишвара» и «Бхагаван».

## Махабхарата
Первое явное свидетельство существования монотеистического течения в индуизме присутствует в «Махабхарате». В разделе «Нараяния» описывается монотеистический вайшнавизм, в котором Бог, называемый Нараяной, требует эксклюзивной (эканта) преданности Себе. Подобно ведийскому Пуруше и безличному Брахману в более ранних текстах, Нараяна выступает здесь как источник и основа мироздания. Богословие «Нараянии» очень близко по смыслу «Бхагавад-гите», что свидетельствует о том, что оба текста появились примерно в один и тот же период.

## Вайшнавизм
Вайшнавизмом называют ряд теистических традиций бхакти, посвящённых поклонению Вишну, также известного под именами «Кришна», «Говинда» и др. В XI—XVI веках вайшнавизм, как часть более широкого движения бхакти, распространился по всему Индийскому субконтиненту. Вайшнавизм можно охарактеризовать как самое строго теистическое направление индуизма. Вайшнавские течения объявляют бхакти как основной целью духовной практики, так и средством достижения этой цели. В отличие от вайшнавизма, в других традициях бхакти присутствует заметное влияние имперсонализма и монизма.
Вайшнавизм можно охарактеризовать как «полиморфный монотеизм», который часто упрощённо и неверно называют политеизмом. Полиморфный монотеизм принято описывать как веру в одного, единого Бога, принимающего множество форм, проявляющего себя на различных уровнях бытия и являющего источником меньших божеств. В вайшнавском богословии признаётся существование одного, единого Бога во множестве форм и ипостасей. Могущество Бога проявляется в Его способности одновременно пребывать в различных местах и распространять себя в различные формы, оставаясь при этом единым и неделимым.
Вайшнавский монотеизм получил позднее развитие в традиции гаудия-вайшнавизма. Оформление гаудия-вайшнавского богословия было начато в XVI веке такими последователями Чайтаньи (основоположника этой традиции), как Рупа Госвами, Санатана Госвами и Джива Госвами и завершено в XVIII веке теологом Баладевой Видьябхушаной. Грэм Швейг характеризует монотеистические представления в гаудия-вайшнавском богословии как «полиморфный би-монотеизм». Поклонение гаудия-вайшнавов (более известных как кришнаиты) сосредоточено на Кришне и его вечной возлюбленной девушке-пастушке Радхе. В гаудия-вайшнавском богословии, Радха и Кришна выступают в качестве женской и мужской форм единого андрогенного божества Радхи-Кришны, являющегося источником всех других божественных форм и проявлений.

### На русском
- Сатисчандра Чаттерджи, Дхирендрамохан Датта. Введение в индийскую философию = An Introduction to Indian Philosophy. — М.: Издательство иностранной литературы, 1955.

### На английском
- Bloomfield, Maurice (1908), The Religion of the Veda: The Ancient Religion of India (from Rig-Veda to Upanishads), New York; London: G. P. Putnam's Sons
- Bowes, Pratima (1977), Hindu Intellectual Tradition, New Delhi: Allied Publishers
- Christanand, Maria P. (1979), The Philosophy of Indian Monotheism, Delhi: Macmillan
- Delmonico, Neal (2004), The History of Indic Monotheism and Modern Chaitanya Vaishnavism, in Edwin F. Bryant, Maria L. Ekstrand (ed.), The Hare Krishna Movement: The Postcharismatic Fate of a Religious Transplant, New York: Columbia University Press, pp. 31–34, ISBN 023112256X {{citation}}: Неизвестный параметр |publication-year= игнорируется (справка)Википедия:Обслуживание CS1 (множественные имена: editors list) (ссылка)
- Dhavamony, Mariasusai (1973), Phenomenology of Religion, Rome: Editrice Pontificia Università Gregoriana, ISBN 8876524746
- Edgerton, Franklin (1994), The Bhagavad Gītā, Delhi: Motilal Banarsidass, ISBN 8120811496
- Fastiggi, Robert (2007), Monotheism in the Non-Abrahamic Religions of the World, in William A. Darity Jr. (ed.), International Encyclopedia of the Social Sciences, vol. 5 (2nd ed.), Detroit: Macmillan Reference USA, pp. 270–271, ISBN 0028659651 {{citation}}: Неизвестный параметр |publication-year= игнорируется (справка)
- Fowler, Jeaneane D. (1997), Hinduism: Beliefs and Practices, Brighton: Sussex Academic Press, ISBN 1898723605
- Figueira, Dorothy M. (2002), Aryans, Jews, Brahmins: Theorizing Authority Through Myths of Identity, Albany, NY: State University of New York Press, ISBN 0791455319
- Fowler, Jeaneane D. (2002), Perspectives of Reality: An Introduction to the Philosophy of Hinduism, Brighton: Sussex Academic Press, ISBN 189872394X
- Gupta, Sanjukta (1983), The Changing Pattern of Pāñcarātra Initiation: A Case Study in the Reinterpretation of Ritual, in Dirk J. Hoens, Ria Kloppenborg (ed.), Selected Studies on Ritual in the Indian Religions: Essays to D. J. Hoens, Utrecht: Brill, pp. 69–91, ISBN 9004071296 {{citation}}: Неизвестный параметр |publication-year= игнорируется (справка)
- Klostermaier, Klaus K. (2007), A Survey of Hinduism (3rd ed.), Albany, NY: State University of New York Press, ISBN 0791470822
- Schweig, Graham M. (2004), Krishna, the Intimate Deity, in Edwin F. Bryant, Maria L. Ekstrand (ed.), The Hare Krishna Movement: The Postcharismatic Fate of a Religious Transplant, New York: Columbia University Press, pp. 13–30, ISBN 023112256X {{citation}}: Неизвестный параметр |publication-year= игнорируется (справка)Википедия:Обслуживание CS1 (множественные имена: editors list) (ссылка)
- Sugirtharajah, Sharada (2003), Imagining Hinduism: A Postcolonial Perspective, London; New York: Routledge, ISBN 0415257441
- Sutton, Nicholas (2000), Religious Doctrines in the Mahābhārata, Delhi: Motilal Banarsidass, ISBN 8120817001
- Tiwari, Kedar N. (1983), Comparative Religion, Delhi: Motilal Banarsidass, ISBN 8120802934
- Viyagappa, Ignatius (1980), G.W.F. Hegel's Concept of Indian Philosophy, Rome: Editrice Pontificia Università Gregoriana, ISBN 8876524819
- Vries, Hent de (2008), Religion: Beyond a Concept, New York: Fordham University Press, ISBN 0823227243
- Yandell, Keith E. (1999), Philosophy of Religion: A Contemporary Introduction, London: Routledge, ISBN 0415132142